# دورورو
دورورو (به ژاپنی: どろろ، Dororo) یک مجموعه مانگا ژاپنی است که توسط اوسامو تزوکا نوشته و طراحی شده‌است. این مانگا در هفته‌نامهٔ شونن سان‌دی منتشر می‌شد. یک مجموعه تلویزیونی انیمه ۲۶ قسمتی نیز به نام دورورو و هیاکیمارو (به ژاپنی: どろろと百鬼丸) توسط استودیو موشی پروداکشنز با الهام از نسخه مانگا ساخته شده‌است. پخش این سری از ۶ آوریل ۱۹۶۹ در کانال فوجی تلویژن آغاز شده و در ۲۸ سپتامبر ۱۹۶۹ پایان یافت. دومین نسخه از مجموعه تلویزیونی انیمه به تعداد ۲۴ قسمت با همکاری استودیوهای ماپا و تزوکا پروداکشنز و به کارگردانی کازوهیرو فوروهاشی از ژانویه تا ژوئن ۲۰۱۹ پخش شد.

## داستان
داستان دورورو حول محور یک رونین به نام هیاکیمارو، و سارقی جوان به نام دورورو در طی دوره سنگوکو ژاپن روایت می‌شود. یک سامورایی به نام دایگو کاگه میتسو برای نجات شهرش با 12 شیطان قرارداد می‌بندد. شیاطین در ازای کمک به او، 12 عضو از بدن فرزند به دنیا نیامده‌اش را طلب می‌کنند. او قرارداد را می‌پذیرد و فرزندش بدون پوست، چشم، گوش و... متولد می‌شود. یکی از خادمان، نوزاد را در قایقی گذاشته و به آب می‌سپارد. قایق که به خشکی می‌نشیند، توسط پزشکی به نام "جوکای" پیدا می‌شود. جوکای که در کشورهای اروپایی ساخت اندام مصنوعی را آموخته، برای او اندام مصنوعی می‌سازد و به او هنرهای رزمی را برای دفاع از خودش در برابر شیاطین یاد می‌دهد. او همچنین نام هیاکیمارو را برایش انتخاب می‌کند که به معنی شمشیر ضد شیطان است. حال هیاکیمارو باید با شیاطین بجنگد و آن‌ها را از بین ببرد تا اعضای بدنش را از آن‌ها پس بگیرد...